# 三木本彩響
三木本 彩響（みきもと あやね）は日本の女性声優。主にアダルトゲームに声をあてている。

## 出演作品
太字は主役・メインキャラクター

### ゲーム

#### 2003年
- あした出逢った少女（赤坂理佳）[1]
- 永遠のアセリア-The Spirit of Eternity Sword-（レスティーナ・ダイ・ラキオス）[2]
- Orange Pocket（綾瀬ユーキ、立花柊）
- 君の想い、その願い（高原夏希）[3]
- 詩乃先生の誘惑授業（陣内千晶）
- 忍ちっく☆はぁと（パトリシア・金城、イリーナ・コタロヴナ・ヴォルコフスカヤ、星野火蛍）[4]
- 通勤快楽2　〜痴漢でGO!GO!〜（目黒彩、目黒五月）
- もえべん 〜いとこ(妹)はふすまごし〜（今宿樹里）
- Ricotte 〜アルペンブルの歌姫〜（フェタ）

#### 2005年
- 永遠のアセリア ―この大地の果てで―（レスティーナ・ダイ・ラキオス、レムリア）

#### 2006年
- Orange Pocket -オレンジポケット- Ver1.10（綾瀬ユーキ、立花柊）

#### 2007年
- 永遠のアセリア 〜この大地の果てで〜 PC版（レスティーナ）

#### 2010年
- 永遠のアセリア Special Edition（レスティーナ・ダイ・ラキオス）[5]